# Коронавірусна хвороба 2019 на Багамських Островах
Епідемія коронавірусної хвороби 2019 на Багамах — це поширення пандемії коронавірусної хвороби 2019 на територію Багамських Островів. Перший випадок хвороби на островах зареєстровано 15 березня 2020 року на острові Нью-Провіденс.

## Хронологія
15 березня виконуючий обов'язки міністра охорони здоров'я Джеффрі Ллойд повідомив про перший підтверджений випадок коронавірусної хвороби на Багамах, який зареєстрований у 61-річної жінки.
20 березня прем'єр-міністр Г'юберт Мінніс повідомив про запровадження комендантської години з 21:00 до 5:00, обмеження зібрань людей, та закриття більшості приватних підприємств з обмеженням робочого часу для продовольчих магазинів та фермерських ринків, аптек, АЗС, пралень, банків, будівництва та ресторанів (робота обмежена лише обслуговуванням на виніс або доставкою додому). Працівники керівних структур уряду, комунальних підприємств, засобів масової інформації, та медичні працівники і постачальники медичних послуг були звільнені від карантинних обмежень. Аеропорт залишався відкритим, проте проїзд на пасажирських автобусах дозволявся лише у виключних випадках.
19 квітня прем'єр-міністр оголосив, що носіння маски або закриття обличчя одягом є обов'язковим при знаходженні в громадських місцях. Роботодавці повинні забезпечити своїх працівників, які працюють в місцях скупчення людей, масками для обличчя.
21 травня органи влади встановлюють нові карантинні обмеження на території країни для уповільнення поширення COVID-19. Встановлена цілодобова комендантська година в робочі та вихідні дні від 21:00 у п'ятницю до 05:00 у понеділок. На острові Біміні встановлено повний локдаун до 30 травня. Після введення 24-годинної комендантської години мешканці країни можуть залишати свої помешкання лише у життєво необхідних випадках або у випадку надзвичайної ситуації.